# Гунальд II (герцог Аквитании)
Гунальд II (лат. Hunald II) — герцог Аквитании и Васконии в 768 — 769 годах.

## Биография
Есть версия, что это Гунальд I, вернувшийся из монастыря. Но, возможно, что это и другой Гунальд, сын Вайфара. Он продолжил борьбу отца с франками, подняв восстание в 769 году. Восстание было подавлено, Гунальд II бежал в Васконию. Луп II, не желая войны с франками, выдал Гунальда II вместе с женой. Также Луп II признал верховную власть короля Карла Великого, за что в обмен получил признание за собой титула герцога Васконии.
Нет точной информации о смерти Гунальда II. Информации о семье и детях тоже нет. Возможно, он оставил потомство в Бургундии.